# Ново уметничко удружење Минхен
Ново уметничко удружење Минхен је сликарска група настала 1909. године у коју су од почетка спадали: Василиј Кандински, Алексеј фон Јавленски, Габријела Минтер, А. Канолт и Алфред Кубин. Та заједница је подржавала постимпресионистичке струје и преузимала је идеје фовизма. Већ две године након оснивања дошло је унутар удружења до неслагања по питању потпуног одвајања од предметног сликарства. То неслагање довело је до изласка из удружења једне групе око Кандинског и Ф. Марка који су после тога пришли Плавом јахачу и до распада самог уметничког удружења. 